# Arrêt sur image (album)
Pour les articles homonymes, voir Arrêt sur image (homonymie).
Albums de Bernard Lavilliers
Clair-obscur
(1997) Carnets de bord
(2004)
Arrêt sur image est un album studio de Bernard Lavilliers sorti en 2001.

## Titres
1. L'or des fous (Bernard Lavilliers)
2. Iracema (Bernard Lavilliers)
3. Les  Mains d'or (Bernard Lavilliers / Pascal Arroyo)
4. Fleur pourpre (Bernard Lavilliers / Bernard Lavilliers - Georges Baux - Jean-Pierre Mader)
5. Saudade (Bernard Lavilliers)
6. L'empire du milieu (Bernard Lavilliers / Bernard Lavilliers - Georges Baux)
7. Délinquance (remix) (Bernard Lavilliers / Bernard Lavilliers - Guillaume Rossel)
8. Les tricheurs (Bernard Lavilliers / Bernard Lavilliers - Georges Baux - Jean-Pierre Mader - Guillaume Rossel)
9. Octobre à New York (Bernard Lavilliers / Mattias Gustafsson)
10. La dernière femme (Bernard Lavilliers)
11. Solidaritude (Bernard Lavilliers / Ivan Lins)
12. Les Feuilles mortes (Jacques Prévert / Joseph Kosma)

Pour l’achat de ce CD La Fnac offrait un CD de deux titres inédits « Brazzaville » (avec Manu Dibango) et « C.L.N. »
« Les mains d'or » : en 2020 le chanteur Kaddour Hadadi (HK) utilise la mélodie des Mains d'Or pour composer « Danser encore » mais malheureusement sans en désigner la paternité d'origine (Bernard Lavilliers / Pascal Arroyo).
Il s’agit du seul album de Lavilliers ne représentant pas le chanteur sur la pochette du disque.

## Nouvelle version
L'année suivante, l'album fut réédité, enrichi de deux pistes :
1. Jamaïca (Bernard Lavilliers / Pascal Arroyo)
2. La Peur (nouvelle version) (Bernard Lavilliers / Pascal Arroyo - François Bréant)